# Список графов д’Альбон и дофинов Вьенских

Герб дофинов Вьеннских.

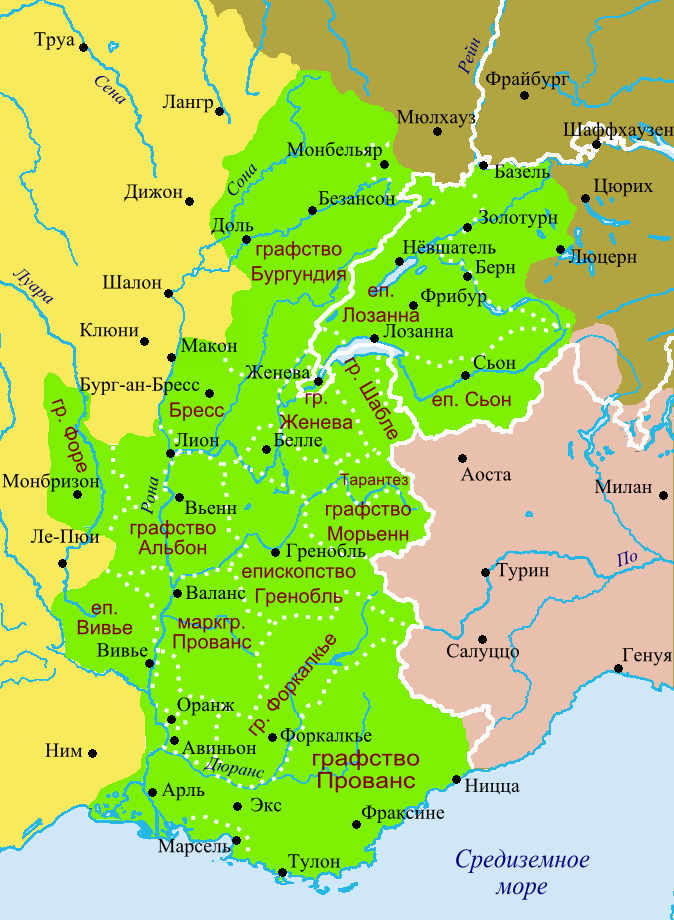
Графство Альбон на карте Бургундского королевства 1034 г.

Графы д’Альбон (фр. comtes d'Albon) были незначительными французскими сеньорами в Юго-Восточной Франции, их владения располагались в современном регионе Рона-Альпы между рекой Рона и Альпами. Центром владений был замок Альбон в долине Роны между Вьенном и Валансом.
Первым сеньором д’Альбон был Гиг I Старый, сын Гига II, сеньора де Вион. Он последовательно стал графом Уазана, Грезиводана и Бриансона. Его внук, Гиг III, после раздела графства Вьенн получил в 1129 году титул графа д’Альбон и часть графства. Его потомок Гиг IV, получил прозвище Дофин (фр. le Dauphin), поскольку имел на гербе дельфина, его потомки стали использовать новый титул, Дофин Вьеннский (фр. Dauphin de Viennois), названный по области вокруг города Вьенн, входившего в их владения. Позже эта область получила название Дофине (фр. le Dauphiné).
Титул и все владения, многие из которых входили в состав Священной Римской империи, были проданы королю Франции Филиппу VI в 1349 году при условии, что наследник французской короны всегда должен носить титул дофин и владеть этими землями.

## Сеньоры д’Альбон
Дом д'Альбон

Герб дома д’Альбон

- ????—1070: Гиг I Старый (ум. 1070), граф Уазана, Грезиводана и Бриансона, сеньор д’Альбон, сын Гига II, сеньора де Вион, в 1070 году удалился в монастырь Клюни и умер в этом же году.
- 1070—1079: Гиг II Толстый (ум. 1079), граф Грезиводана и Бриансона, сеньор д’Альбон, сын предыдущего

## Графы д’Альбон
Дом д'Альбон
- 1079—1133: Гиг III (ок. 1050—1133), сеньор д’Альбон с 1079, 1-й граф д’Альбон с 1129, сын предыдущего
- 1133—1142: Гиг IV Дофин (ок. 1095—1142), граф д’Альбон с 1133, сын предыдущего

## Графы д’Альбон и дофины Вьеннские
Дом д'Альбон

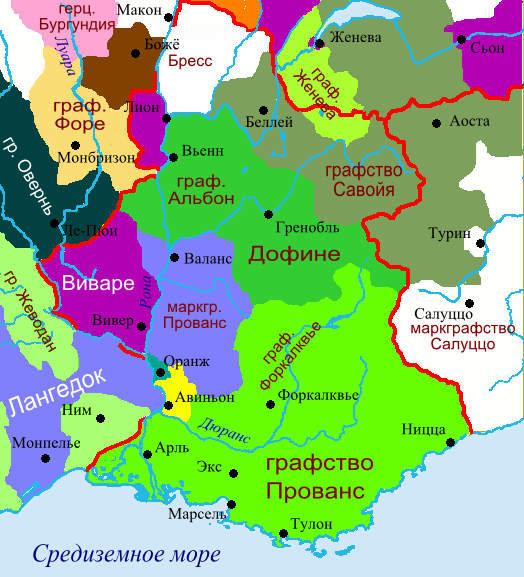
Государственные образования на территории Нижней Бургундии к 1200 г.
Владения графов Прованса
Владения графов Тулузы
Владения графов Савойи
Владения дофинов Вьеннских
Владения королей Арагона
Церковные владения Красной линией обозначены границы Нижней Бургундии, Франции и Италии на 1200 год

- 1142—1162: Гиг V (ок. 1120—1162), граф д’Альбон и Гренобля, дофин Вьеннский с 1142
- 1162—1228: Беатрис д'Альбон, (1161—1228), дофина Вьеннская, графиня д’Альбон, Гренобля, Уазана и Бриансона с 1162, дочь предыдущего
1-й муж: с 1164 Альберик Тайлефер Тулузский (ок. 1157—1183), дофин Вьеннский, граф д’Альбон, Гренобля, Уазана и Бриансона с 1164, второй сын Раймунда V, графа Тулузы
2-й муж: Гуго III (1148—1192), герцог Бургундии с 1162, дофин Вьеннский, граф д’Альбон, Гренобля, Уазана и Бриансона с 1183
3-й муж: с 1193 Гуго I де Колиньи (1170—1205), сеньор де Бресс, дофин Вьеннский, граф д’Альбон, Гренобля, Уазана и Бриансона с 1193

Старший Бургундский дом
- 1228—1237: Андре Гиг VI (1184—1237), дофин Вьеннский, граф д’Альбон, Гренобля, Уазана и Бриансона с 1228, сын Беатрис от 2-го брака с Гуго III Бургундским
- 1237—1269: Гиг VII (ок. 1225—1269), дофин Вьеннский, граф д’Альбон, Гренобля, Уазана и Бриансона с 1237, сын предыдущего
- 1269—1282: Жан I (1263—1282), дофин Вьеннский, граф д’Альбон, Гренобля, Уазана и Бриансона с 1269, сын предыдущего
- 1282—1298: Анна (1255—1298), дофина Вьеннская, графиня д’Альбон, Гренобля, Уазана и Бриансона с 1298, сестра предыдущего
муж: с 1273 Умберт I (ок. 1240 — 1307), барон де Ла Тур дю Пэн

Дом де Ла Тур дю Пэн

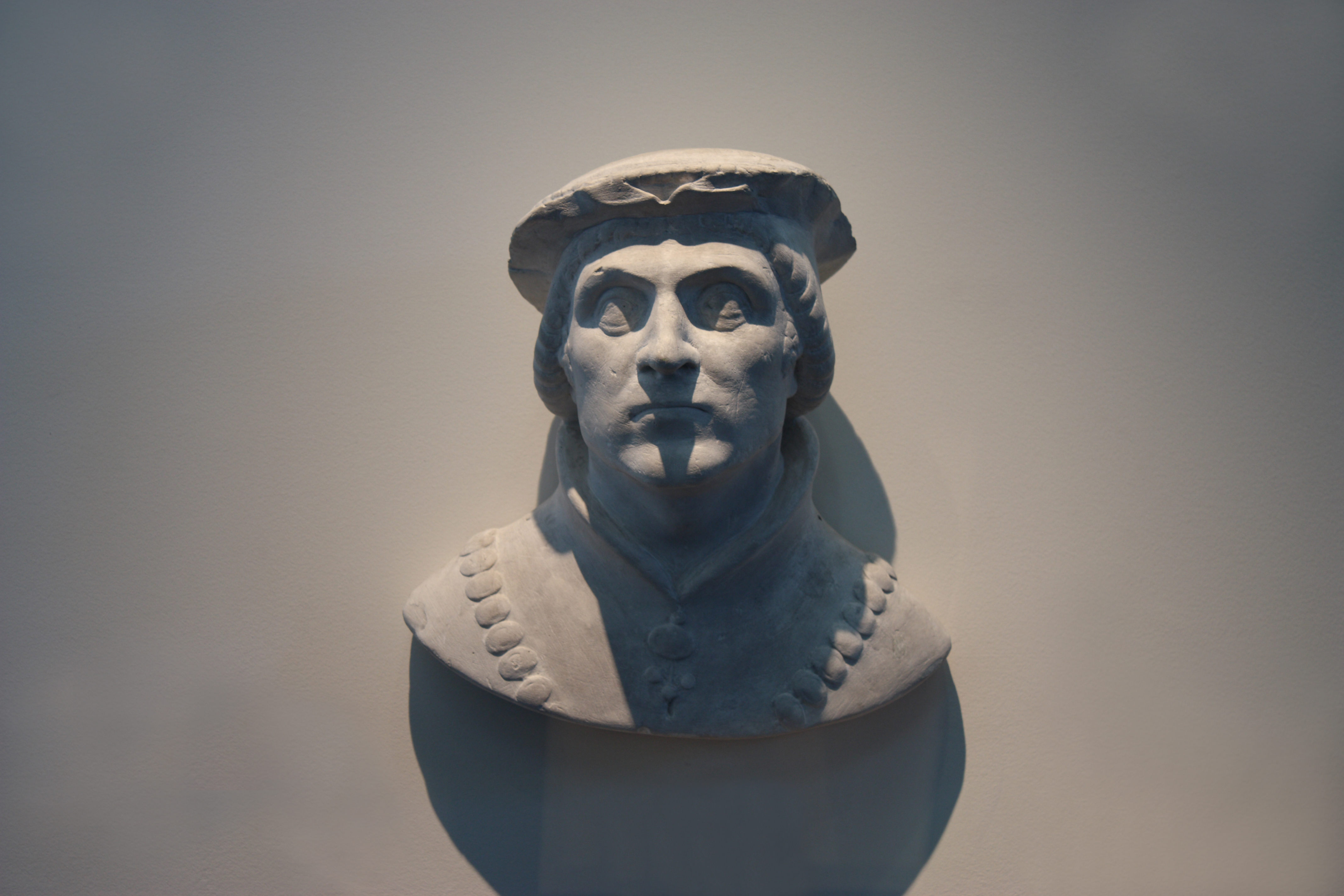
Умберт I де Ла Тур дю Пэн, дофин Вьеннский

- 1282—1298: Умберт I (ок. 1240 — 1307), барон де Ла Тур дю Пэн, дофин Вьеннский, граф д’Альбон, Гренобля, Уазана и Бриансона с 1282
- 1282—1298: Жан II (1280—1318), барон де Ла Тур дю Пэн, дофин Вьеннский, граф д’Альбон, Гренобля, Уазана и Бриансона с 1307, сын предыдущего
- 1298—1333: Гиг VIII (1309—1333), барон де Ла Тур дю Пэн, дофин Вьеннский, граф д’Альбон, Гренобля, Уазана и Бриансона с 1318, сын предыдущего
- 1333—1349: Умберт II (1312—1355), барон де Ла Тур дю Пэн, дофин Вьеннский, граф д’Альбон, Гренобля, Уазана и Бриансона 1333—1349, брат предыдущего

Умберт II в 1349 году продал владения и титул королю Франции Филиппу VI.